# Mittaganahalli, Bangalore South
Mittaganahalli là một làng thuộc tehsil Bangalore South, huyện Bangalore Urban, bang Karnataka, Ấn Độ.